# Катеринівка (Куп'янський район)
Катери́нівка — село в Україні, у Великобурлуцькій селищній громаді Куп'янського району Харківської області. Населення становить 866 осіб. До 2020 орган місцевого самоврядування — Катеринівська сільська рада.

## Географія
Село Катеринівка знаходиться на річці Нижня Дворічна, село витягнуто вздовж русла річки на 7 км, річка в цьому місці сильно заболочена, вище за течією на відстані 1 км розташоване село Микільське, нижче за течією - село Веселе (зняте з обліку в 2012 році).

## Історія
За даними на 1864 рік у власницькому селі мешкало 250 осіб (106 чоловіків та 144 жінки), налічувалось 36 дворових господарств.
12 червня 2020 року, відповідно до розпорядження Кабінету Міністрів України № 725-р «Про визначення адміністративних центрів та затвердження територій територіальних громад Харківської області», увійшло до складу Великобурлуцької селищної громади.
19 липня 2020 року, в результаті адміністративно-територіальної реформи та ліквідації Великобурлуцького району, село увійшло до складу Куп'янського району Харківської області.
Російська окупація села почалася 24 лютого 2022 року.
11 вересня 2022 року під час слобожанського контрнаступу Збройних сил України від російських окупантів звільнено населені пункти Великобурлуцької селищної територіальної громади.

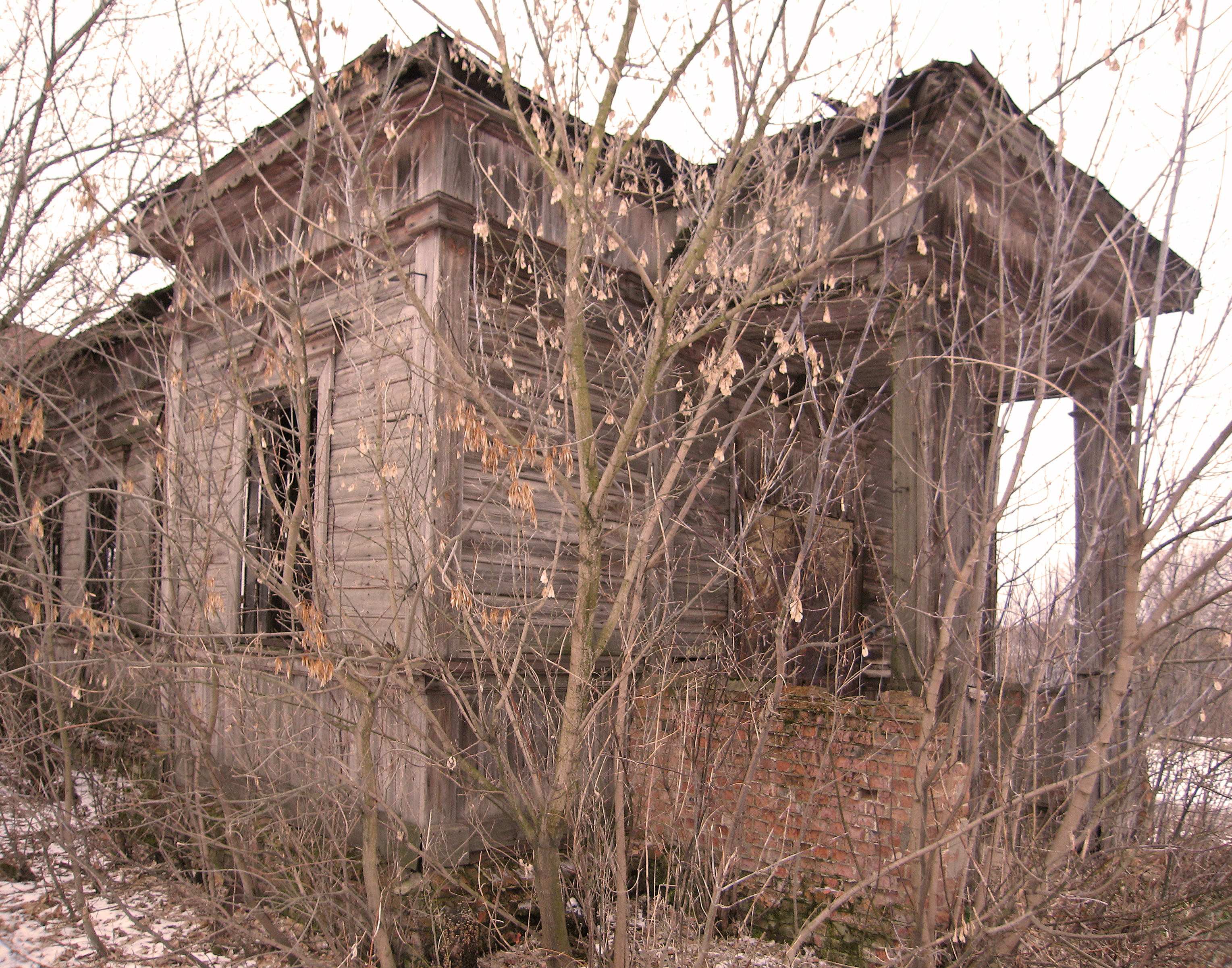
Церква Димитрія Солунського. 1910 рік (станом на 2007 рік)

## Економіка
- В селі є кілька молочно-товарних ферм, машинно-тракторні майстерні.
- ТОВ «Катеринівка».
- Слобожанське молоко, ТОВ.

## Об'єкти соціальної сфери
- Школа.

## Пам'ятки
- Регіональний ландшафтний парк "Великобурлуцький степ". Площа 2042,6 га
- «Катеринівський заказник» - заказник загальнодержавного значення. Площа 527 га. Тут є степові, лучні та водно-болотні фауністичні комплекси із значною кількістю рідкісних видів тварин. Найбільшу цінність представляють ділянки із залишками цілинної степової рослинності. Тут зберігся реліктовий звір - бабак, який охороняється в Харківській області. На території заказника проживають також рідкісні види, занесені до Європейського Червоного списку,— кріт звичайний, перегузня звичайна. Червоною книгою України охороняються тушкан великий, тхір степовий, лунь польовий.
- Бурлуцький заказник - загальнозоологічний заказник загальнодержавного значення.
- Церква Димитрія Солунського